# Aukštadvaris
Aukštadvaris är en ort i Litauen. Den ligger i den södra delen av landet, 50 km väster om huvudstaden Vilnius. Aukštadvaris ligger 147 meter över havet och antalet invånare är 1 031.
Terrängen runt Aukštadvaris är platt, och sluttar söderut. Runt Aukštadvaris är det ganska glesbefolkat, med 36 invånare per kvadratkilometer. Aukštadvaris är det största samhället i trakten. I omgivningarna runt Aukštadvaris växer i huvudsak blandskog.